# Campionati italiani di taekwondo del 2022
I Campionati italiani di taekwondo del 2022 sono stati organizzati dalla Federazione Italiana Taekwondo e si sono svolti all'interno del PalaRuffini di Torino in Piemonte, in data 2 dicembre 2022.
L'evento, riservato alle cinture nere senior, ha assegnato medaglie in otto categorie di peso diverse sia agli uomini che alle donne.
Si è trattata della cinquantaduesima edizione dei campionati.

## Podi

### Uomini
| Categoria               | Partecipanti | Oro                                             | Argento                                            | Bronzo                                                                                   |
| fino a 54 kg (dettagli) | 17 atleti    | Teodoro Del Vecchio (Asd New Marzial Mesagne)   | Vincent De Domenico (Asd New Marzial Mesagne)      | Andrea Conti (Nrgym Taekwondo Arezzo) Mattia Salvatori (Asd Taekwondo Medicina)          |
| fino a 58 kg (dettagli) | 24 atleti    | Giuseppe Foti (Asd Tiger'S Den Barcellona P.G.) | Nicolas Legari Ballerini (Asd Taekwondo Tricolore) | Brian Di Palma (Asd C.S.Canguro) Antonio Flecca Vigili del Fuoco                         |
| fino a 63 kg (dettagli) | 28 atleti    | Dennis Baretta Carabinieri                      | Luca Lucerna (Asd Taekwondo Smile)                 | Francesco Arboretto (Asd C.S.Canguro) Nouralden Ibrahim (Asd Olympic Taekwondo Academy)  |
| fino a 68 kg (dettagli) | 28 atleti    | Andrii Chumachenko (Team Rifugiati FITA)        | Gabriele Caulo Esercito                            | Davide Galdiero (Asd Taekwondo Olympic Ancona) Angelo Adda (Asd C.S.Canguro)             |
| fino a 74 kg (dettagli) | 26 atleti    | Stefano Maggiore (Tkd Olympic Giannone Asd)     | Francesco Cordeschi (Asd Colosseum)                | Marcus Campbell (Centro Tkd Corigliano) Guido Marino (Olimpo Futurama Tkd Asd)           |
| fino a 80 kg (dettagli) | 10 atleti    | Antonio Gerrone (Olimpo Futurama Tkd Asd)       | Luciano Bonaccorso Fiamme Oro                      | Salvatore Nicolò Capogrosso (Taekwondo Invictus Asd) Moreno Monticelli (Marassi Tkd Asd) |
| fino a 87 kg (dettagli) | 7 atleti     | Daniele Leardini (San Marino Team)              | Francesco Irco (Asd Taekwondo Medicina)            | Alexander Zadra (Zadra Fighting Asd) Andrea Sorce Fiamme Oro                             |
| oltre 87 kg (dettagli)  | 6 atleti     | Alfredo Talotti (Olimpo Futurama Tkd Asd)       | Mattia Molin (Asd Taekwondo Città del Piave)       | Dimitri Marotti (Asd Scuola Tkd Sirignano) Gabriel De Simone (Asd Taekwondo Pezzolla)    |

### Donne
| Categoria               | Partecipanti | Oro                                                  | Argento                                             | Bronzo                                                                                             |
| fino a 46 kg (dettagli) | 8 atlete     | Elisa Bertagnin (Asd Hwarang Sporting Club)          | Sofia Zampetti (Asd Taekwondo 16)                   | Sabrina De Santis (Asd Kim Yu Sin) Veronica Del Duca (Asd Taekwondo Hwarang-Silla)                 |
| fino a 49 kg (dettagli) | 17 atlete    | Sarah Al Halwani (Pol Libertas Jesi Taekwondo Club)  | Virginia Maestro (Torino Taekwondo Union)           | Letizia Biserni (Pol Edera Tkd Forlì) Alessia Sturari (Pol Edera Tkd Forlì)                        |
| fino a 53 kg (dettagli) | 20 atlete    | Ilenia Elisabetta Matonti (Asd Bentis)               | Noemi Manzolli (Asd Taekwondo 16)                   | Veronica Rosetti (Pol Edera Tkd Forlì) Flavia Macchione (Asd Taekwondo Fenice)                     |
| fino a 57 kg (dettagli) | 20 atlete    | Giada Al Halwani Fiamme Oro                          | Elisa Al Halwani (Pol Libertas Jesi Taekwondo Club) | Greta Guaita (Asd Taekwondo Tricolore) Giada Lagi (Asd Olympic Taekwondo Academy)                  |
| fino a 62 kg (dettagli) | 19 atlete    | Mariia Labuzova (Team Rifugiati Fita)                | Cristina Gaspa Esercito                             | Aurora Ceccantini (Asd San Bartolomeo di Staglieno) Paulina Armeria Fiamme Oro                     |
| fino a 67 kg (dettagli) | 8 atlete     | Natalia D'Angelo Fiamme Oro                          | Sara Nuzzo (Asda Centro Olimpico Tkd Nuzzo)         | Serena Fiordelmondo (Asd Taekwondo Club Ancona) Michelle Kovalenko (Asd Taekwondo Città del Piave) |
| fino a 73 kg (dettagli) | 5 atlete     | Maristella Smiraglia Carabinieri                     | Maria Rampelotto (Asd Tkd Suedtirol)                | Martina Di Palma (Centro Arti Marziali Pavia) Marica Bucci (Asd Centro Taekwondo Piossasco)        |
| Oltre 73 kg (dettagli)  | 9 atlete     | Alessandra Ilic (Asd Accademia Veneta Tkd Team 2000) | Ana Ciuchitu (Asd Taekwondo Leonessa)               | Katja Eccher (Zadra Fighting Asd) Laura Giacomini Carabinieri                                      |

## Medagliere società
| Pos. | Società                            | Oro | Argento | Bronzo |   |
| ---- | ---------------------------------- | --- | ------- | ------ | - |
| 1    | Fiamme Oro                         | 2   | 1       | 2      | 5 |
| 2    | Olimpo Futurama Tkd Asd            | 2   | 0       | 1      | 3 |
| 2    | Carabinieri                        | 2   | 0       | 1      | 3 |
| 3    | Team Rifugiati FITA                | 2   | 0       | 0      | 2 |
| 4    | Pol Libertas Jesi Taekwondo Club   | 1   | 1       | 0      | 2 |
| 4    | Asd New Marzial Mesagne            | 1   | 1       | 0      | 2 |
| 5    | Asd Tiger'S Den Barcellona P.G.    | 1   | 0       | 0      | 1 |
| 5    | Tkd Olympic Giannone Asd           | 1   | 0       | 0      | 1 |
| 5    | Asd Bentis                         | 1   | 0       | 0      | 1 |
| 5    | Asd Accademia Veneta Tkd Team 2000 | 1   | 0       | 0      | 1 |
| 5    | Asd Hwarang Sporting Club          | 1   | 0       | 0      | 1 |
| 5    | San Marino Team                    | 1   | 0       | 0      | 1 |
| 6    | Asd Taekwondo 16                   | 0   | 2       | 0      | 2 |
| 6    | Esercito                           | 0   | 2       | 0      | 2 |
| 7    | Asd Taekwondo Tricolore            | 0   | 1       | 1      | 2 |
| 7    | Asd Taekwondo Città del Piave      | 0   | 1       | 1      | 2 |
| 7    | Asd Taekwondo Medicina             | 0   | 1       | 1      | 2 |
| 8    | Asd Tkd Suedtirol                  | 0   | 1       | 0      | 1 |
| 8    | Asd Taekwondo Smile                | 0   | 1       | 0      | 1 |
| 8    | Asd Centro Olimpico Tkd Nuzzo      | 0   | 1       | 0      | 1 |
| 8    | Asd Colosseum                      | 0   | 1       | 0      | 1 |
| 8    | Torino Taekwondo Union             | 0   | 1       | 0      | 1 |
| 8    | Asd Taekwondo Leonessa             | 0   | 1       | 0      | 1 |
| 9    | Asd C.S.Canguro                    | 0   | 0       | 3      | 3 |
| 9    | Pol Edera Tkd Forlì                | 0   | 0       | 3      | 3 |
| 10   | Asd Olympic Taekwondo Academy      | 0   | 0       | 2      | 2 |
| 10   | Zadra Fighting Asd                 | 0   | 0       | 2      | 2 |
| 11   | Marassi Tkd Asd                    | 0   | 0       | 1      | 1 |
| 11   | Asd San Bartolomeo di Staglieno    | 0   | 0       | 1      | 1 |
| 11   | Asd Scuola Tkd Sirignano           | 0   | 0       | 1      | 1 |
| 11   | Centro Arti Marziali Pavia         | 0   | 0       | 1      | 1 |
| 11   | Asd Taekwondo Club Ancona          | 0   | 0       | 1      | 1 |
| 11   | Asd Centro Taekwondo Piossasco     | 0   | 0       | 1      | 1 |
| 11   | Asd Taekwondo Fenice               | 0   | 0       | 1      | 1 |
| 11   | Centro Tkd Corigliano              | 0   | 0       | 1      | 1 |
| 11   | Taekwondo Invictus Asd             | 0   | 0       | 1      | 1 |
| 11   | Nrgym Taekwondo Arezzo             | 0   | 0       | 1      | 1 |
| 11   | Asd Kim Yu Sin                     | 0   | 0       | 1      | 1 |
| 11   | Asd Taekwondo Pezzolla             | 0   | 0       | 1      | 1 |
| 11   | Asd Taekwondo Hwarang-Silla        | 0   | 0       | 1      | 1 |
| 11   | Vigili del Fuoco                   | 0   | 0       | 1      | 1 |
| 11   | Asd Taekwondo Olympic Ancona       | 0   | 0       | 1      | 1 |